# Piper firmum
Piper firmum är en pepparväxtart som beskrevs av C. Dc.. Piper firmum ingår i släktet Piper och familjen pepparväxter. Inga underarter finns listade i Catalogue of Life.